# بانوی جوان
بانوی جوان (انگلیسی: The Younger Lady) نام غیررسمیِ مومیایی‌ای است که در سال ۱۸۹۸ میلادی توسط باستان‌شناس و مصرشناس فرانسوی ویکتور لره در آرامگاه کِی‌وی۳۵ در دره پادشاهان کشف شد. به این مومیایی همچنین شناسه‌های کی‌وی۳۵وای‌ال (وای‌ال مخفف «بانوی جوان») و ۶۱۰۷۲ داده شده، و در حال حاضر در موزه مصر در قاهره نگهداری می‌شود. بر پایه آزمایش‌های دی‌ان‌ای، این مومیایی به‌عنوان مادر فرعون توت‌عنخ‌آمون و دختر فرعون آمنحتپ سوم و همسر بزرگ سلطنتی‌اش تیه شناسایی شده است. گمانه‌زنی‌های اولیه مبنی بر اینکه این مومیایی متعلق به نفرتیتی است، نادرست تلقی شد، چرا که هیچ‌جا عنوان «دختر پادشاه» برای نفرتیتی ذکر نشده — مگر آنکه این مومیایی در واقع دخترعمه (یا پسرعمه) آخناتون بوده باشد، نه خواهرش.

## کشف
این مومیایی در کنار دو مومیایی دیگر در آرامگاه کِی‌وی۳۵ یافت شد: یک پسر نوجوان که در حدود ده‌سالگی درگذشته و گمان می‌رود که وبنسنو باشد، و یک زن مسن‌تر که بنا بر مطالعات ژنتیکی اخیر دربارهٔ نسب توت‌عنخ‌آمون، تیه شناسایی شده است. این سه مومیایی در کنار یکدیگر، برهنه، بدون شناسایی، در اتاقک ورودی کوچکی از آرامگاه آمنحتپ دوم یافت شدند. هر سه مومیایی به‌طور گسترده‌ای توسط دزدان آرامگاه در دوران باستان آسیب دیده بودند.

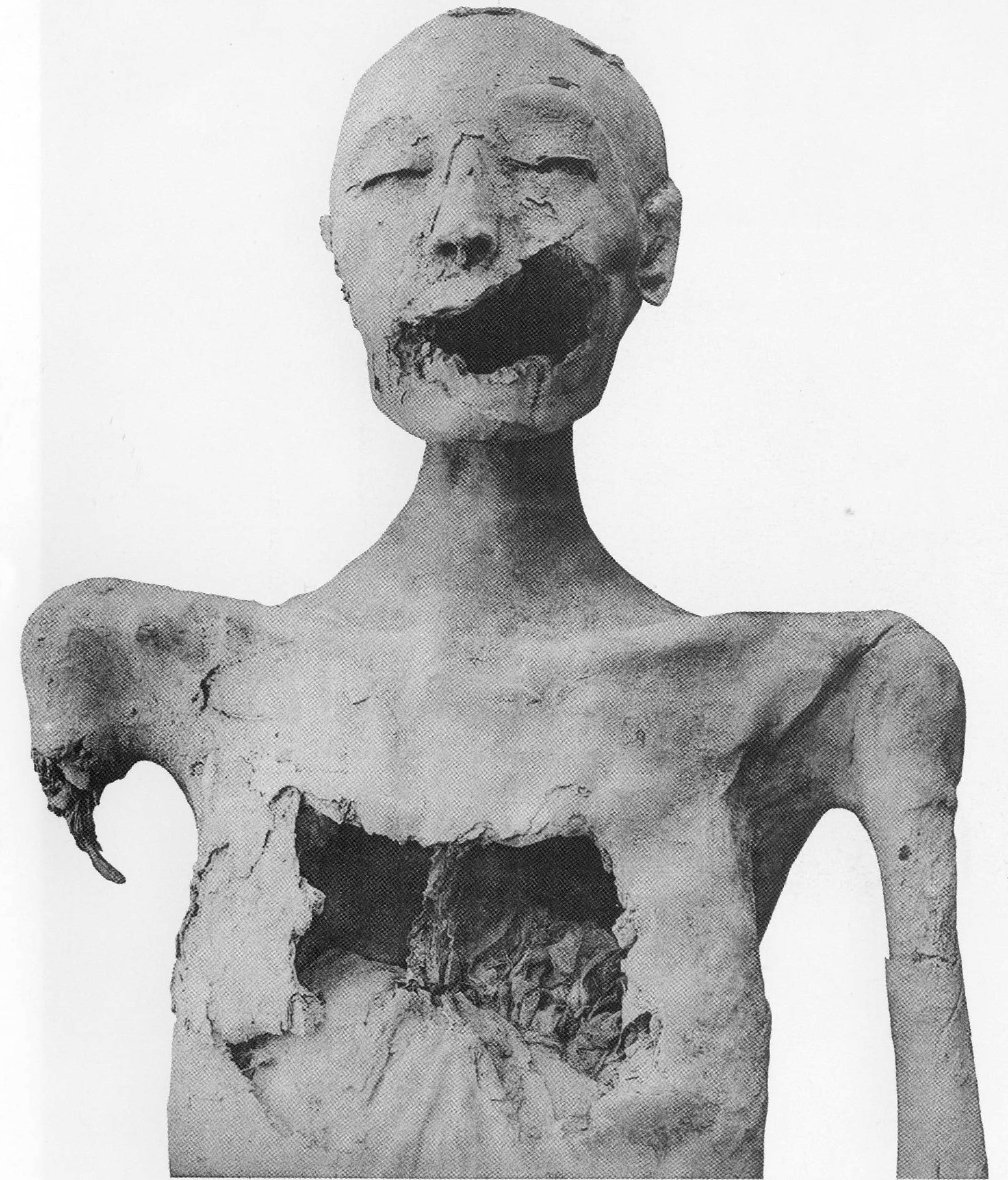
نمای روبرو از بانوی جوان

## تشریح مومیایی

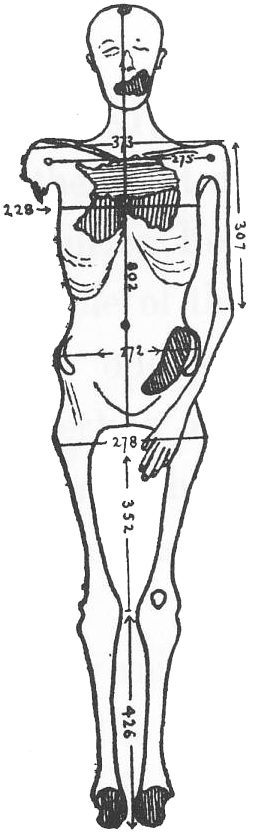
طرحی متعلق به سال ۱۹۱۲ که توسط گرافتن الیوت اسمیت از بدن کامل مومیایی «بانوی جوان» ساخته شده و آسیب‌های گسترده آن را مستند کرده است.

کالبدشناس و باستان‌شناس استرالیایی-بریتانیایی گرافتن الیوت اسمیت در آغاز سده بیستم، طی پژوهش خود بر روی مومیایی‌های سلطنتی باستانی، این مومیایی را بررسی کرد. او بلافاصله تشخیص داد که بدن متعلق به یک زن است، نه یک مرد ــ برخلاف تصور اولیه لوره و نویسندگان بعدی. او این اشتباه را به این واقعیت نسبت داد که سر مومیایی تراشیده شده بود.
بلندی قامت این زن ۱٫۵۸ متر اندازه‌گیری شد، و اسمیت با توجه به میزان جوش‌خوردگی ستیغ تهیگاهی و عدم رویش دندان‌های عقل، سن او را هنگام مرگ حداکثر بیست‌وپنج سال برآورد کرد. اسکن توموگرافی کامپیوتری (سی‌تی اسکن) سن مرگ را بین بیست‌وپنج تا سی‌وپنج سال تخمین زد، بر پایه وضعیت پیوستگی اپی‌فیزی و بسته‌شدن درزهای جمجمه.

در جلوی جمجمه حفره‌ای بیضی‌شکل به اندازهٔ ۳٫۸ در ۳ سانتی‌متر وجود دارد. این حفره دارای لبه‌هایی تیز، زاویه‌دار و ناهموار است. همچنین، تکه‌هایی از استخوان درون جمجمه مشاهده می‌شود. این شواهد، همراه با نبود هرگونه نشانه‌ای از بهبود یا اسکلروز حاکی از آن است که آسیب پس از مرگ وارد شده است. حفره جمجمه شامل مغز خشک‌شده و جمع‌شده و همچنین سخت‌شامه (دورا ماتر) اوست؛ هیچ نشانه‌ای از مواد مومیایی‌سازی در درون حفره جمجمه‌ای دیده نمی‌شود، که موردی غیرمعمول است، چرا که در تمام مومیایی‌های اواخر دودمان هجدهم، تلاشی برای بیرون آوردن مغز دیده می‌شود. دسته‌های پارچه کتانی در جلوی چشم‌ها قرار داده شده بودند و در گونه راست و ناحیه میانی صورت او نیز پُرکننده‌های زیرپوستی وجود دارد.
بانوی جوان زخمی باز و گسترده در سمت چپ دهان و گونه‌اش دارد. در ابتدا تصور می‌شد که این زخم، که بخشی از فک او را نیز از بین برده، نتیجهٔ اقدامات دزدان آرامگاه بوده است؛ اما بررسی‌های صورت‌گرفته در سال ۲۰۰۳ توسط تیمی علمی از دانشگاه یورک به سرپرستی جوآن فلچر و نیز سی‌تی اسکن در چارچوب پروژه مومیایی مصر، نشان داد که این زخم پیش از مرگ رخ داده است. این آسیب شامل گونه، سینوس فکی چپ، زائده آلوئولار و بخشی از فک است و هیچ نشانه‌ای از بهبود ندارد. افزون بر این، بیشتر استخوان‌های خردشدهٔ صورت این زن مفقود شده‌اند؛ بسته‌ای از پارچه کتانی آغشته به رزین روی زخم و تا حدی زیر پوست باقی‌مانده قرار داده شده، که این امر نیز فرضیهٔ وارد شدن آسیب پیش از مومیایی‌سازی را تقویت می‌کند.
پژوهشگران این جراحت را مرگبار ارزیابی کرده‌اند و معتقدند که بر اثر اصابت جسمی سنگین به صورت زن ایجاد شده است. زاهی حواس این آسیب را تصادفی دانسته و معتقد است که ممکن است زن بر اثر لگدی شدید از سوی حیوانی مانند اسب آسیب دیده باشد. هرمان شوگل احتمال داده که مرگ او در پی سانحه‌ای با گردونه رخ داده باشد. اشرف سلیم این زخم را بیش از حد خشن برای یک تصادف دانسته و باور دارد که زن در جریان عملی عامدانه و خشونت‌بار آسیب دیده است. جولیان هیث احتمال داده که این زخم ناشی از ضربه‌ای با تبر باشد.
این زن چند دندانش را به دلیل آسیب صورت از دست داده بود، که یکی از آن‌ها در دهانش دیده می‌شود. دندان‌های عقل فک بالای او هنوز نروییده بودند؛ دیگر دندان‌هایش نشانی از سایش ندارند و هیچ بی‌نظمی در بسته‌شدن فک و سطح تماس آن‌ها دیده نمی‌شود.
دیوار جلویی قفسه سینه این مومیایی توسط دزدان آرامگاه در دوران باستان به‌شدت آسیب دیده و یک سوراخ بزرگ در آن ایجاد شده است. قلب او در جای خود باقی مانده و هنوز درون بدن قابل مشاهده است. دیافراگم (پرده میان سینه و شکم) برداشته نشده، اما دو سوراخ در آن ایجاد شده تا امکان بیرون آوردن ریه‌ها فراهم شود. احشاء داخلی او از طریق برشی مخصوص مومیایی‌سازی به ابعاد ۵۶ در ۱۳۵ میلی‌متر که در ناحیهٔ اینگوینال چپ قرار دارد، بیرون آورده شده‌اند؛ این برش بیضی‌شکل و کاملاً باز است. تنه با الیاف کتانی آغشته به رزین و بسته‌های کتانی آغشته به رزین پر شده است. یکی از این بسته‌های رزینی درون لگن قرار داده شده بود. دیافراگم لگنی کاملاً باز و آغشته به رزین مشاهده شد. به نظر می‌رسد که این ناحیه مسیر جایگزینی برای بیرون کشیدن احشاء در فرایند مومیایی‌سازی بوده و می‌تواند نمونه‌ای از «بیرون‌کشی احشاء از ناحیهٔ پرینه» (perineal evisceration) تلقی شود. در پشت مفصل ران راست، پرکننده‌ای زیرپوستی وجود دارد. در لگن، شکستگی‌های کوچک پس از مرگ دیده می‌شود، و پاها نیز آسیب دیده‌اند؛ نیمه جلویی هر دو پا از بین رفته است.
دان بروت‌وِل اظهار کرده که زخمی دیگر، احتمالاً سوراخ یا زخم خنجر، در زیر پستان چپ این زن وجود دارد. با این حال، این ادعا توسط هیچ تصویری پشتیبانی نمی‌شود.
بازوی چپ مومیایی در کنار بدن دراز شده، و دست بر روی ران چپ قرار دارد؛ بازوی راست نزدیک شانه شکسته شده، که احتمالاً کار دزدان مقبره در دوران باستان بوده است. این شکستگی دارای انتهایی کاملاً باز است و هیچ نشانه‌ای از ترمیم یا بهبود یافت نمی‌شود. گم شدن بازوی راست مومیایی موضوع بحث و اختلاف کوچکی میان پژوهشگران بود. دو بازوی جداشده در داخل کی‌وی۳۵ پیدا شده بود، و تصور می‌رفت یکی از آن‌ها متعلق به بانوی جوان باشد. یکی از این بازوها خم‌شده و مشت‌گرفته بود، و دیگری صاف بود. قرار دادن یک بازو به‌صورت خم و دیگری صاف، شیوهٔ معمول برای مومیایی‌های زنان سلطنتی مصر بود، به‌ویژه بازوی چپ که معمولاً خم می‌شد. اشرف سلیم از پروژه مومیایی مصر، هر دو بازو را بررسی کرد تا موضوع روشن شود. بازوی خم‌شده با دست چپ متصل‌شدهٔ مومیایی مقایسه شد و مشخص شد که بیش از حد بلند است و استخوان‌های آن از نظر بافت استخوانی نیز متفاوت‌اند. بازوی صاف اما طولی مشابه داشت و چگالی استخوانی آن نیز با بدن هماهنگ بود؛ از این‌رو نتیجه‌گیری شد که بازوی صاف به احتمال زیاد متعلق به «بانو جوان» است. بازوی راست تازه‌شناسایی‌شدهٔ او دارای دو شکستگی است: یکی در بازوی بالایی و دیگری در مچ دست؛ دست نیز شکسته و جدا شده است.
بانوی جوان در نرمه گوش چپ خود دو سوراخ دارد؛ نرمه گوش راست آسیب دیده است. سوراخ کردن گوش در دوره پادشاهی نوین مصر در میان زنان ــ چه سلطنتی و چه غیرسلطنتی ــ رایج بوده، بنابراین این ویژگی کمکی به شناسایی هویت یا جایگاه اجتماعی او نمی‌کند. همین‌طور، یافتن یک کلاه‌گیس در کی‌وی۳۵ نیز از نظر شناسایی کمک‌کننده نبود؛ این کلاه‌گیس ممکن است متعلق به «بانو جوان» بوده باشد. طرفداران نظریه‌ای که او را با نفرتیتی یکی می‌دانند، به شباهت ظاهری این کلاه‌گیس با نمونه‌هایی که نفرتیتی استفاده می‌کرد اشاره کرده‌اند. اما از آنجا که این‌ها اقلام مد رایج برای زنان آن دوران بوده‌اند، نمی‌توانند برای تعیین هویت کاربرشان مورد استفاده قرار گیرند.

## هویت

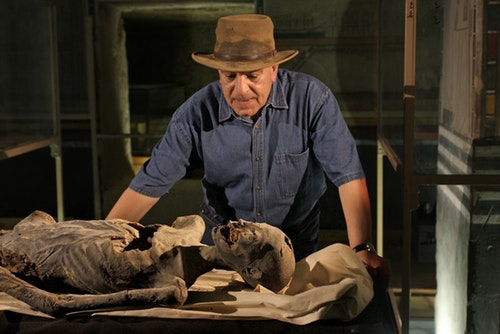
زاهی حواس در حال بررسی مومیایی در سال ۲۰۱۸ میلادی.

در مورد هویت بانوی جوان گمانه‌زنی‌های زیادی مطرح شده است. در زمان کشف، ویکتور لوره تصور می‌کرد که این جسد متعلق به یک مرد جوان است. اما بررسی دقیق‌تر توسط الیوت اسمیت مشخص کرد که مومیایی مربوط به یک زن است. اسمیت گمان داشت که او عضوی از خانواده سلطنتی بوده، ولی تصور می‌کرد که هم‌دوره با آمنحتپ دوم بوده است.
در سال ۱۹۹۹، پژوهشگر مستقل ماریان لوبان در مقاله‌ای اینترنتی پیشنهاد کرد که بانوی جوان همان نفرتیتی است. این ادعا در سال ۲۰۰۳ توسط جوآن فلچر تکرار شد. اما آزمایش‌های دی‌ان‌ای نشان داد که این زن مادر توت‌عنخ‌آمون بوده است. نتایج همچنین آشکار کرد که او خواهر تنی همسرش ــ مومیایی کی‌وی۵۵ (که گمان می‌رود آخناتون باشد) ــ بوده و هر دو فرزند آمنحتپ سوم و ملکه تیه بوده‌اند. این نسبت خانوادگی، احتمال اینکه بانوی جوان نفرتیتی یا کیا (همسر دوم آخناتون) باشد را کاهش می‌دهد، چرا که در هیچ اثری، لقب «خواهر شاه» یا «دختر شاه» به آن‌ها داده نشده است. احتمال اینکه این زن سات‌آمون، ایست یا حنوت‌تانب باشد نیز بعید دانسته می‌شود، چرا که این زنان همسران سلطنتیِ پدرشان آمنحتپ سوم بودند، و در صورت ازدواج با آخناتون، به‌عنوان همسر اصلی پادشاه مصر شناخته می‌شدند، نه نفرتیتی. گزارش نتیجه‌گیری می‌کند که این مومیایی به احتمال زیاد نبت‌عح یا بکت‌آتون است ــ دو دختر آمنحتپ سوم ــ که شواهدی از ازدواجشان با پدرشان وجود ندارد، اگرچه مشخص است که ملکه تیه هشت دختر برای آمنحتپ سوم به دنیا آورد.
با وجود این یافته‌ها، هنوز برخی مصرشناسان از نظریهٔ شناسایی بانوی جوان به‌عنوان نفرتیتی یا کیا حمایت می‌کنند، ولی نفرتیتی خواهر آخناتون نبوده است. طرفداران شناسایی ژنتیکی، نتایج دی‌ان‌ای را ناشی از سه نسل ازدواج میان پسرخاله/دخترخاله‌ها تفسیر می‌کنند، نه یک ازدواج میان خواهر و برادر. همچنین، هیچ فرزند پسری برای نفرتیتی در تاریخ ثبت نشده است.
با آن‌که بانوی جوان دختر یک فرعون (آمنحتپ سوم)، خواهر تنی و احتمالاً همسر فرعونی دیگر (آخناتون)، و مادر فرعونی سوم (توت‌عنخ‌آمون/توت‌عنخ‌آتون) بوده، ولی به نظر می‌رسد که در دوران زندگی‌اش چهره‌ای برجسته و پرنفوذ نبوده است.
تا دهه ۲۰۱۰، هیچ سنگ‌نوشته، نقش‌برجسته یا تندیسی که به مادر این فرعون جوان اختصاص یافته باشد، یافت نشده است.
در آرامگاه توت‌عنخ‌آمون (کی‌وی۶۲) اشیایی مربوط به زندگی و سلطنت او وجود دارد، ولی هیچ‌کدام اشاره‌ای به مادر او ندارند.
این مسئله کاملاً با مادران پرنفوذ دیگر فرعون‌های دودمان هجدهم در تضاد است؛ زنانی مانند تی‌عا، مادر تحوتموس چهارم، موت‌ام‌ویا، مادر آمنحتپ سوم و تیه مادر آخناتون در سلطنت پسرانشان حضوری مؤثر و پررنگ داشتند. به نظر می‌رسد که توت‌عنخ‌آمون در دوران سلطنتش، مادری با لقب رسمی «مادر شاه» (mwt nswt) نداشته، که این موضوع نشان می‌دهد مادرش پیش از نشستن او بر تخت سلطنت درگذشته بوده است. این فرضیه را تقویت می‌کند که بانوی جوان همسر درجه‌دوم یا فرعی آخناتون بوده که پیش از پادشاه شدن پسرش، فوت کرده است. ویلکه وندریش نیز احتمال می‌دهد که این زن همسر فرعی یا هم‌بالین آخناتون بوده باشد. او یادآوری می‌کند که فرعون‌های مصر معمولاً چند همسر داشتند، که این امر اغلب باعث می‌شد پسران متعددی از آن‌ها متولد شوند و رقابت برای جانشینی پدر به وجود آید.

## بازسازی چهره
در تاریخ ۷ فوریه ۲۰۱۸، بانوی جوان در قسمت هفتم از فصل پنجم مجموعه مستند سفر اکتشافی ناشناخته با عنوان «زنان بزرگ مصر باستان» به نمایش گذاشته شد. با این فرض که ممکن است مومیایی متعلق به نفرتیتی باشد، تیمی به سرپرستی جاش گیتس (مجری این برنامه) با استفاده از بقایای حفظ‌شده، فناوری مدرن، و هنر چهره‌پردازی، بازسازی‌ای از چهرهٔ «بانو جوان» را در لباس کامل سلطنتی ارائه دادند. ساخت این تندیس توسط هنرمند پالیوآرت فرانسوی، الیزابت دِنِس انجام شد.